# Neurolyga punctata
Neurolyga punctata är en tvåvingeart som beskrevs av Fedotova 2004. Neurolyga punctata ingår i släktet Neurolyga och familjen gallmyggor. Inga underarter finns listade i Catalogue of Life.